# Marie Vildová
Marie Vildová (* 7. prosince 1962) byla česká politička za KSČM, po sametové revoluci československá poslankyně Sněmovny národů Federálního shromáždění.

## Biografie
Na ustavujícím sjezdu KSČM v březnu 1990 byla jistá Marie Vildová zvolena do Ústředního výboru KSČM. Uvádí se bytem Beroun. Ve volbách roku 1992 byla za KSČM, respektive za koalici Levý blok, zvolena do české části Sněmovny národů (volební obvod Středočeský kraj). Ve Federálním shromáždění setrvala do zániku Československa v prosinci 1992.